# Metodo Little
Il metodo Little (Little method) è una forma di allenamento cardiovascolare anaerobico in High Intensity Interval Training (HIIT).

## Caratteristiche
Il  metodo Little è una particolare forma di High Intensity Interval training (HIIT) che è stata testata in uno studio del 2009 dal ricercatore Johnathan Little e colleghi, nel gruppo del Professor Martin Gibala presso la McMaster University in Canada. Il protocollo si imposta partendo con un riscaldamento da 3 minuti a cui segue la prestazione HIIT, la quale consiste in 60 secondi di esercizio fisico intenso al 95-100% del VO2max alternato con periodi di recupero attivo a bassa intensità da 75 secondi, in un ciclo ripetuto per 8-12 volte per una durata totale tra i 18 e i 27 minuti.
Il gruppo di ricercatori era riuscito precedentemente a dimostrare che l'HIIT portasse a numerosi adattamenti fisiologici analoghi a quelli osservati con la normale aerobica a moderata intensità (Steady State Training), nonostante il volume totale di allenamento molto ridotto. Il dato più significativo riguardo a questi dati era che il volume dell'esercizio, o il tempo speso per svolgere un allenamento HIIT, erano tra il 75 e il 90% inferiori rispetto allo steady state training. Questo suggerì che l'HIIT fosse una strategia efficace per indurre degli adattamenti muscolari metabolici e migliorare la prestazione fisica in tempi molto brevi. Dato che la mancanza di tempo è uno degli ostacoli più comunemente citati per l'esecuzione di un regolare esercizio fisico in una buona parte della popolazione, secondo i ricercatori, un allenamento HIIT, grazie ai bassi volumi, può rappresentare una valida alternativa al tradizionale esercizio di endurance per migliorare la salute metabolica e ridurre il rischio di malattie croniche.
Poiché la maggior parte degli studi sul HIIT si basavano ripetutamente sulla cosiddetta prestazione all-out (al massimo sforzo), lo scopo dello studio era quello di determinare se anche modelli di HIIT più pratici e a basso volume potessero portare a simili miglioramenti delle prestazioni e degli adattamenti metabolici e molecolari, in grado di garantire una maggiore sicurezza, praticità e idoneità per una popolazione di individui più vasta. In questo studiom, 7 uomini (età media 21 anni) eseguirono 6 sessioni di allenamento per oltre 2 settimane. Ogni sessione consisteva di 8-12 sprint su cicloergometro della durata di 60 secondi ad un'intensità di circa il 100% VO2max intervallati da 75 secondi di recupero attivo. Al termine del periodo di studio, l'allenamento aumentò la capacità aerobica (VO2max). Dalle analisi rilevate, vennero stabiliti una serie di adattamenti muscolari come la biogenesi mitocondriale, che aumentò di circa il 56% a seguito del periodo di allenamento. L'allenamento aumentò anche il glicogeno muscolare a riposo e il contenuto totale di proteine GLUT-4, i trasportatori di glucosio responsabili di un miglioramento della sensibilità insulinica. Questo studio dimostrò che anche l'HIIT a basso volume rappresentasse un potente stimolo all'aumento della capacità mitocondriale del muscolo scheletrico e al generale miglioramento delle prestazioni fisiche. I risultati suggerirono inoltre che gli aumenti di alcune componenti molecolari potessero essere coinvolti nel coordinamento degli adattamenti mitocondriali in risposta al HIIT nel muscolo scheletrico. I risultati di rilievo dimostrarono che i cambiamenti favorevoli osservati nell'attività enzimatica, nelle prestazioni e nei livelli basali di glicogeno muscolare erano paragonabili ai cambiamenti osservati precedentemente dallo stesso gruppo dopo 2 settimane di allenamento HIIT all-out, così come quelli riscontrati con il classico allenamento aerobico steady state dai volumi molto maggiori.
Il  metodo Little non rappresenta una variante del HIIT molto distintiva, trovando delle analogie con altre modalità standard comunemente descritte da vari autori. Si tratta di uno dei tanti metodi di impostazione di allenamento HIIT testati dai ricercatori nell'ambito scientifico. Ad ogni modo, il Little Method ha ricevuto una certa attenzione negli ultimi anni venendo spesso messo in contrapposizione con il Tabata training (detto anche Guerrilla Cardio), una forma di allenamento HIIT molto intensa ed estrema elaborata in una ricerca degli anni novanta (anch'essa prende il nome da un ricercatore) che prevede intensità sovramassimali (circa 170% VO2max), un recupero passivo molto breve (10 secondi) e una durata totale di allenamento di soli 4 minuti, rivelandosi adatta solo ad atleti molto avanzati. In questo senso il Tabata e il Little rappresentano due estremi opposti del HIIT, poiché il secondo, grazie a volumi di allenamento maggiori e intensità di picco relativamente inferiori, sarebbe adatto anche ad atleti intermedi, riuscendo a favorire in breve tempo dei risultati favorevoli sul miglioramento degli adattamenti, della prestazione e del profilo metabolico.

## Esempi di HIIT secondo il metodo Little
Little Method 1:
Riscaldamento:
- Bike 3' 50% VO2max

Parte centrale:
- Bike 30" 100% VO2max
- Bike 75" 50% VO2max

*Ripetere il ciclo per 8-12 volte.
Little Method 2:
Riscaldamento:
- Treadmill 3' 50% VO2max

Parte centrale:
- Treadmill 30" 95% VO2max
- Treadmill 75" 55% VO2max

*Ripetere il ciclo per 8-12 volte.
Little Method 3:
Riscaldamento:
- Stepper 3' 50% VO2max

Parte centrale:
- Stepper 30" 95% VO2max
- Stepper 75" 50% VO2max

*Ripetere il ciclo per 8-12 volte.

## Altri metodi cardiofitness
- Steady State Training (SST)
- Cardio-Peripheral Heart Action (Cardio-PHA)
- Power Aerobic Circuit (PAC)
- Circuit Training (CT)
- Stubborn Fat Protocol (SFP)
- High Intensity Interval Training (HIIT)
- Tabata Training (o Guerrilla cardio)
- Step-Wise Interval Training
- Spot reduction (SR)
- Aerobic Circuit Training (ACT)
- Aerobica Tonificazione Aerobica (ATA)
- Fartlek
- Concurrent training